# Dobrovlje pri Mozirju
Dobrovlje pri Mozirju este o localitate din comuna Mozirje, Slovenia, cu o populație de 60 de locuitori.